# Luzino
Luzino (kaszub. Lëzëno; niem. Lusin) – wieś kaszubska położona w województwie pomorskim, w powiecie wejherowskim, w gminie Luzino, nad rzeką Bolszewką w pobliżu drogi ekspresowej S6.
Według danych z Narodowego Spisu Powszechnego Ludności i Mieszkań z 2021 roku liczba ludności w Luzinio to 8019 osób, z czego 49,9% stanowią kobiety, a 50,1% mężczyźni.
Miejscowość jest siedzibą gminy Luzino. Znajduje się tu Szkoła Podstawowa im. Lecha Bądkowskiego. W Luzinie znajduje się parafia pod wezwaniem MB Różańcowej i parafia pod wezwaniem św. Wawrzyńca oraz cmentarz katolicki.

## Położenie
Wieś znajduje się na trasie linii kolejowej nr 202 Gdańsk – Słupsk – Stargard, ze stacją Luzino oraz w pobliżu drogi ekspresowej S6.
Kolejowy ruch pasażerski obsługiwany jest przez trójmiejską SKM oraz Przewozy Regionalne.
Wieś duchowna położona była w II połowie XVI wieku w powiecie puckim województwa pomorskiego. W latach 1954–1972 wieś należała i była siedzibą władz gromady Luzino. W latach 1975–1998 miejscowość administracyjnie należała do województwa gdańskiego.
W sąsiedztwie wsi znajdują się pozostałości wczesnośredniowiecznego grodziska z IX wieku. Podczas zaboru pruskiego wieś nosiła nazwę niemiecką Lusin. Podczas okupacji niemieckiej nazwa Lusin w 1942 została przez nazistowskich propagandystów niemieckich (w ramach szerokiej akcji odkaszubiania i odpolszczania nazw niemieckiego lebensraumu) zweryfikowana jako zbyt kaszubska i przemianowana na nowo wymyśloną i bardziej niemiecką – Freienau, którą w 1943 po raz kolejny zmieniono na Lintzau.

## Demografia
Luzino jest wsią charakteryzującą się dużym przyrostem ludności spowodowanym wysokim przyrostem naturalnym oraz migracją ludzi z sąsiednich miejscowości, szczególnie z terenów powiatu wejherowskiego i Trójmiasta. Luzino jest jedną z największych wsi w województwie pomorskim, a także jedną z większych w Polsce.

## Zabytki
- Kościół św. Wawrzyńca zbudowany w latach 1733–1740 i rozbudowany (przedłużenie prezbiterium ku wschodowi) w pierwszej połowie XX wieku; z bogatym barokowym wyposażeniem wewnętrznym. Na dachu kościoła znajduje się chorągiewka z datą 1689 pochodząca z poprzedniego kościoła drewnianego. Wewnątrz zwracają uwagę liczne rzeźby z XVIII w., droga krzyżowa z XIX w., XVIII-wieczna chrzcielnica oraz wykuta z kamienia średniowieczna kropielnica pochodząca z poprzedniego kościoła. Na frontonie znajduje się fresk upamiętniający „marsz śmierci” i kanonizację o. Maksymiliana Kolbego pędzla artysty Edmunda Szyftera. Na wieży kościelnej znajdują się 4 dzwony: zabytkowy z gdańskiego warsztatu E. Lindemana z 1793 roku, dzwon „Niemiec” z 1895 r. (przeniesiony z kościoła ewangelickiego), dzwon „Maryja” (1950) oraz dzwon okrętowy; a także czynny zegar mechaniczny z 1912 roku. Na południowej ścianie kościoła umieszczono zegar słoneczny.
- Były neogotycki kościół ewangelicki – obecnie siedziba Gminnej Biblioteki Publicznej.

## Atrakcje turystyczne
- Muzeum Kaszubskie przy ul. Ofiar Stutthofu (w budynku posterunku policji). W muzeum znajdują się eksponaty z typowej wsi kaszubskiej oraz historyczne urządzenia codziennego użytku. Muzeum składa się z dwóch części: w budynku – część muzealna oraz na wolnym powietrzu – skansen
- Park Dendrologiczny przy siedzibie Nadleśnictwa Strzebielino, w którym podziwiać można niespotykane na co dzień rzadkie okazy drzew i krzewów.
- Grodzisko położone w południowo-wschodniej części Luzina, w lesie nad rzeką Bolszewką.

## Galeria

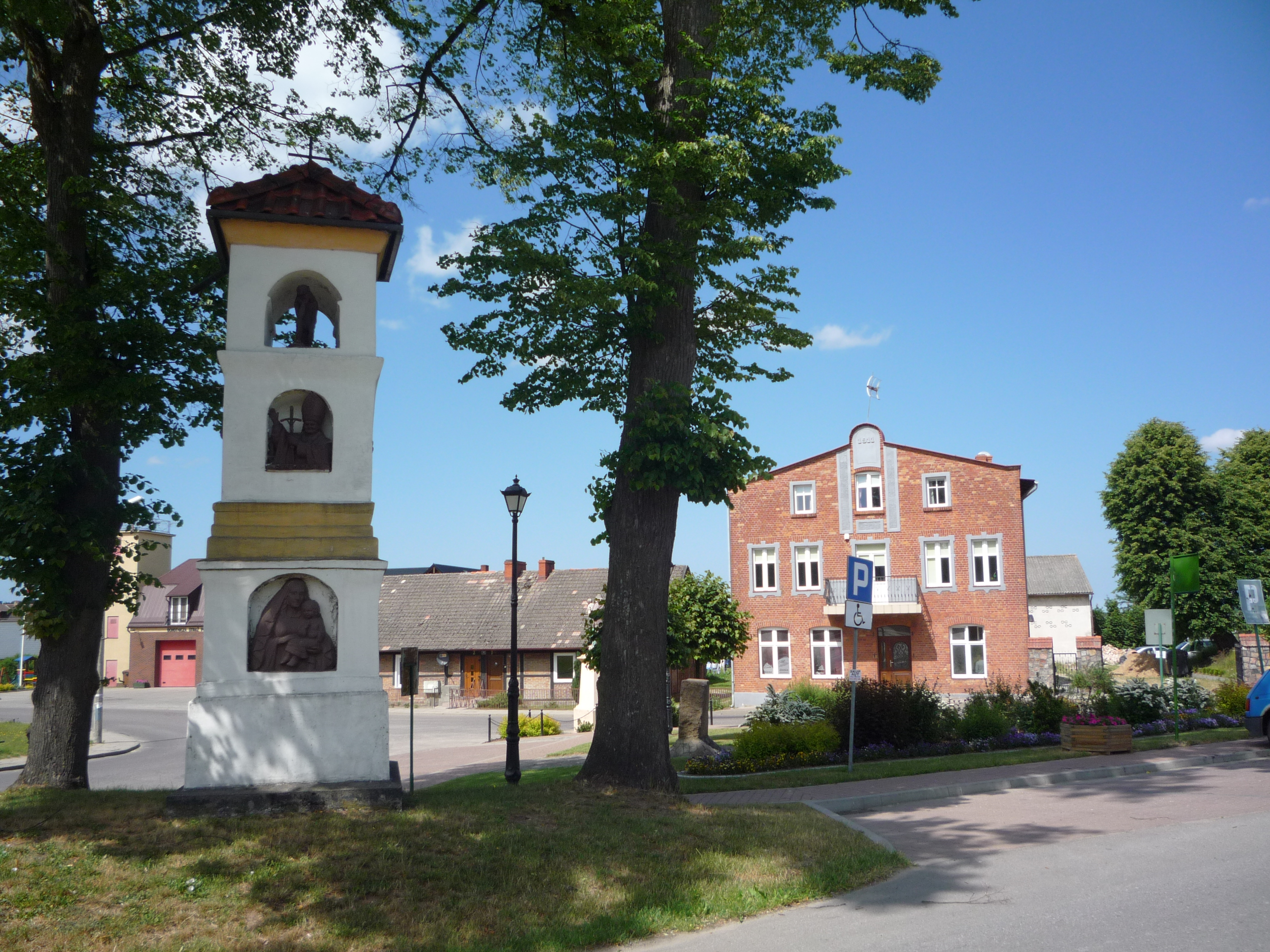
Plac św. Józefa w Luzinie wraz z kapliczką i zabytkowym budynkiem wybudowanym w 1911 roku.
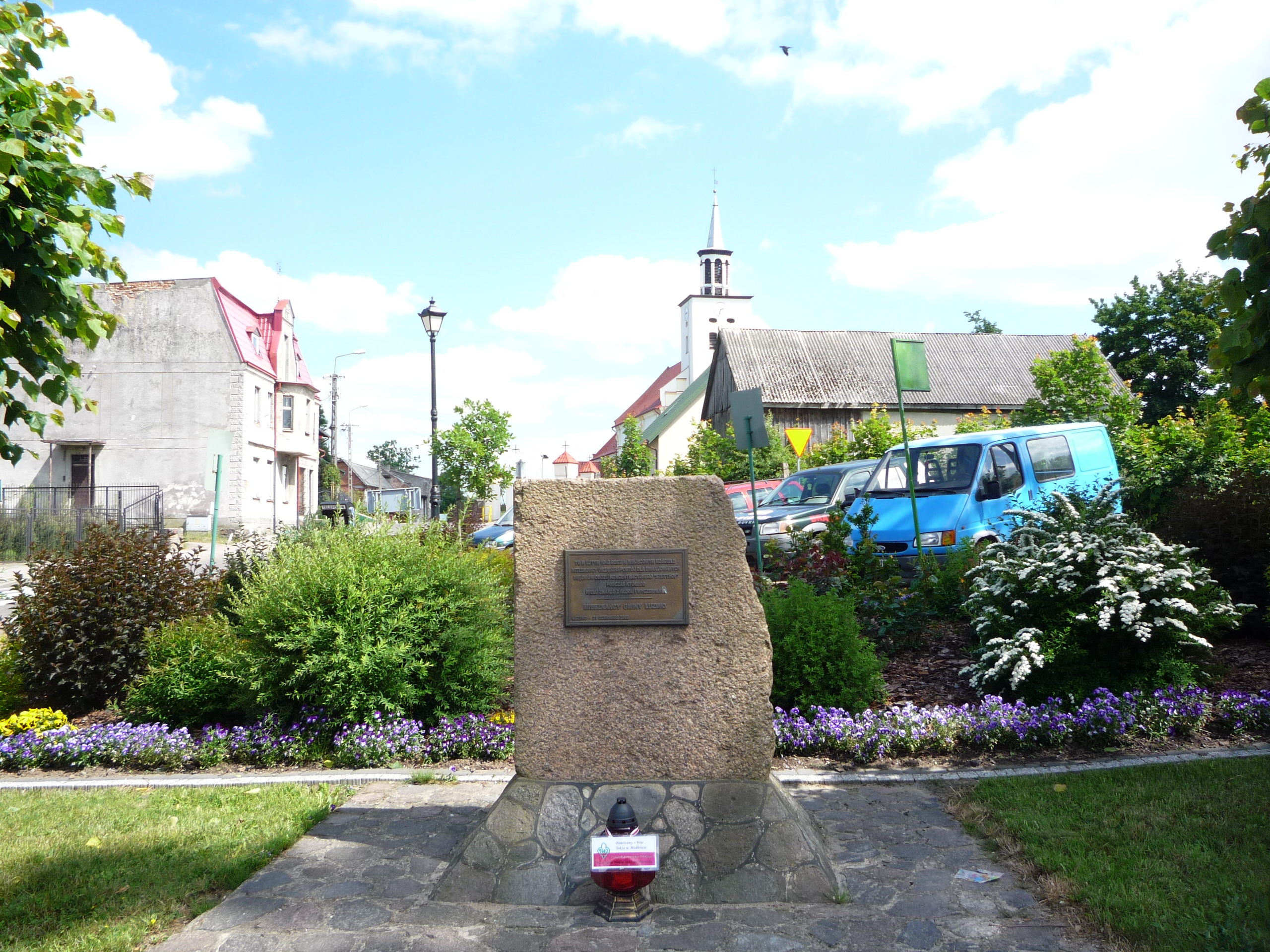
Obelisk „Pamięci Ofiar «Marszu Śmierci»” KL Stutthof usytuowany na Placu św. Józefa w Luzinie.
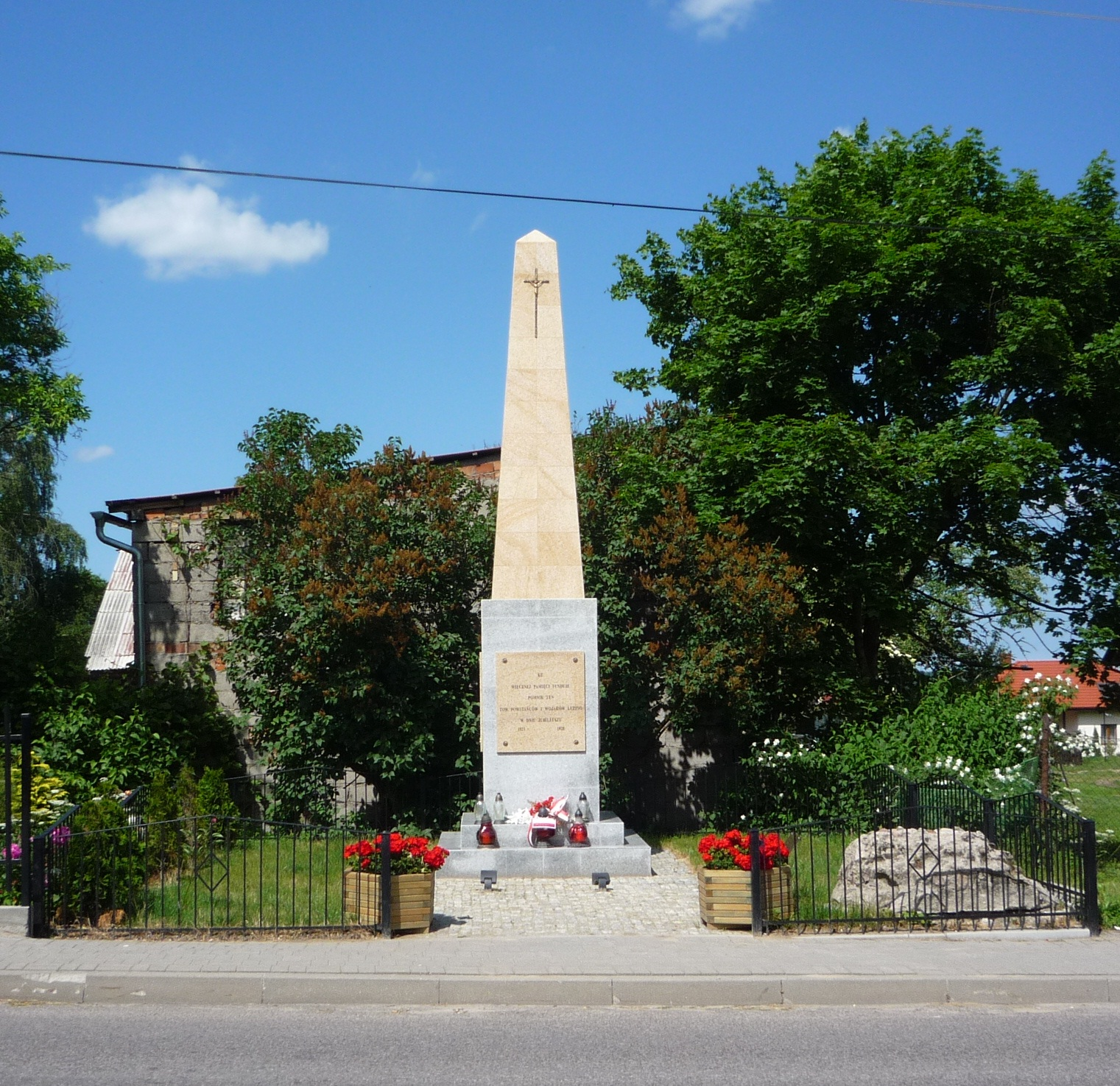
Pomnik Towarzystwa Powstańców i Wojaków w Luzinie usytuowany przy ul. Kościelnej na miejscu pierwotnego pomnika zniszczonego przez hitlerowców podczas okupacji.